# Usine d'eau potable d'Annet-sur-Marne
L'usine de production d'eau potable d'Annet-sur-Marne traite les eaux de la Marne. Elle dessert une cinquantaine de communes autour de Lagny-sur-Marne, dont certaines situées en dehors du périmètre du SAGE. L'unité d'Annet-sur-Marne produit en moyenne 85 000 m3 d'eau potable par jour. En septembre 2012, la capacité nominale de production d'eau potable de l'usine est de 130 000 m3/j. Le site est exploité par Véolia Eau.

## Historique
Les premières installations de l'usine d'eau potable sont mises en service en 1973. Le site assure alors une production de 25 000 mètres cubes d'eau potable par jour. Depuis, l'usine d'Annet-sur-Marne a subi plusieurs transformations, le principe général du traitement repose sur couplage « ozonation - charbon actif en grains ».

## Caractéristiques
L'usine d'eau potable d'Annet-sur-Marne traite chaque année 31 millions de mètres cubes d'eau, desservant ainsi environ 500 000 habitants. Le principal abonné est l'aéroport de Roissy qui consomme 5 000 m3/jour,. 

Zone desservie par l'usine d'Annet-sur-Marne

La station de potabilisation puise son eau brute dans une boucle navigable de la Marne. La proximité de la base nautique de Jablines lui assure une alimentation de secours en cas de pollution accidentelle du cours d'eau principal,.

## Filière de traitement
L'usine d'Annet-sur-Marne prélève l'eau de la Marne, puis la soumet à divers traitements tels que le dégrillage, la clarification, la filtration et la désinfection, afin d'éliminer les impuretés et les micro-organismes, avant de la distribuer comme eau potable.
Le fonctionnement de l'usine de potabilisation peut être résumé avec le schéma suivant :

### Pompage
L'eau brute est pompée dans la Marne. Deux dégrilleurs éliminent les matières en suspension. Elle est ensuite acheminée jusqu'à l'usine de traitement, qui a fait l'objet de travaux de rénovation en 2012. La qualité de l'eau brute est suivie en continu.

### Pré-traitement
A l'arrivée dans l'usine, l'eau brute est soumise à un pré-traitement en trois étapes : 
- Injection de charbon actif en poudre : jusqu'à 3 tonnes de CA par jour, afin d'éliminer les pesticides, notamment en période de crues ;

- Pré-ozonation : permet un début d'oxydation des matières organiques ;
- Coagulation floculation : agglomération des matières en suspension[7].

### Décantation
La clarification de l'eau floculée est réalisée par cinq décanteurs Fluorapid© et un décanteur Actiflo© fonctionnant selon le principe de floculation lestée. Dans ces ouvrages, l'eau traverse un lit de microparticules de sable fluidisés, puis des modules lamellaires inclinés qui éliminent les dernières particules en suspension. Le mélange formé par les particules décantées et par le micro-sable est extrait des décanteurs et acheminé vers des hydrocyclones. Ceux-ci dissocient les deux éléments : le sable est réinjecté dans les décanteurs et les boues sont évacuées.

### Filtration
L'eau passe ensuite à travers un filtre à sable et un procédé utilisant du charbon actif en grains. Cela permet de retenir les dernières matières en suspension, de traiter les pesticides et d'éliminer la matière organique et les sels d'ammoniaque, grâce à la biomasse bactérienne présente au sein des filtres. Les filtres colmatés sont automatiquement lavés par un contre-courant d'air et d'eau.
En janvier 2008, Véolia annonce ouvrir à Annet-sur-Marne une halle d’essais avec des filières pilotes pour tester et optimiser des procédés membranaires de production d’eau potable développés en R&D.

### Ozonation
L'eau filtrée va ensuite aller dans des cuves où sont éliminés bactéries et virus. Cette élimination s'effectue par une injection d'air ozoné, régulé automatiquement, en fonction du temps de contact et de la concentration résiduelle.

### Chloration-déchloration
L'eau est soumise à une forte chloration. Ce traitement permet de satisfaire la demande en chlore de l'eau et d'éliminer l'ammoniaque en cas de température basse de l'eau à traiter. Après un temps de séjour de deux heures, l'eau est déchlorée par ajout d'anhydride sulfureux. Ce traitement évite les goûts désagréables dans l'eau distribuée. 

### Pompage et distribution
L'eau ainsi traitée subit une légère rechloration, permettant de lui conserver ses qualités bactériologiques au cours de sa distribution sur le réseau (rémanence). On parle de traitement de chloration bactériostatique. Un ensemble de 8 pompes alimente en refoulement trois réseaux principaux de distribution.

## Qualité de l'eau produite
En 2012, l’eau distribuée est restée conforme aux valeurs limites réglementaires fixées pour les paramètres bactériologiques et physico-chimiques analysés.
Selon le dernier rapport publié par le Syndicat mixte d’alimentation en eau potable de la région de Lagny-sur-Marne (SMAEP), l'eau distribuée par l’usine d’eau potable d’Annet-sur-Marne est de bonne qualité, c'est-à-dire que les analyses sont conformes aux normes de qualité fixées par l'ARS Île de France.
Cependant, l’ANSES a confirmé en avril 2023 la présence de pesticides au point de captage d’Annet-sur-Marne. Des traces d'un fongicide ont été retrouvés, le métabolite du chlorothalonil, utilisé pendant des décennies pour traiter les vignes et les cultures de céréales ou de pommes de terre. Le pesticide a été retrouvé à raison de 540 ng/L (soit 0,54 µg/L) « avec une valeur mesurée de 400 ng/L » en sortie usine, indique l’ARS IDF. Ces valeurs sont supérieures à la limite de qualité. Toutefois, il est important de noter que le dépassement de la « limite de qualité » ne rend pas l'eau impropre à la consommation, il s'agit d'une valeur environnementale et non d'une norme sanitaire,. Un autre pesticide est également surveillé, le chloridazone, anciennement utilisé dans la culture de la betterave avant son interdiction. À Annet-sur-Marne, les taux de chloridazone dans l'eau potable sont inférieurs à 200 ng/L (0,2 µg/L) et à 10 ng/L (0,01 µg/L) selon le type de résidus.   

### Note
1. ↑  La norme sanitaire fixée pour le métabolite de chlorothalonil est de 3 µg/L.